# 九州平定
九州平定（きゅうしゅうへいてい）は、天正14年（1586年）7月から同15年（1587年）4月にかけて行われた、羽柴秀吉（1586年9月9日、豊臣賜姓）と島津氏など、九州諸将との戦いの総称である。秀吉の「九州征伐」、「島津征伐」、「九州の役」、「九州攻め」、「島津攻め」などの名称で呼ばれることもある（詳細は#呼称と開始時期について参照）。

## 呼称と開始時期について

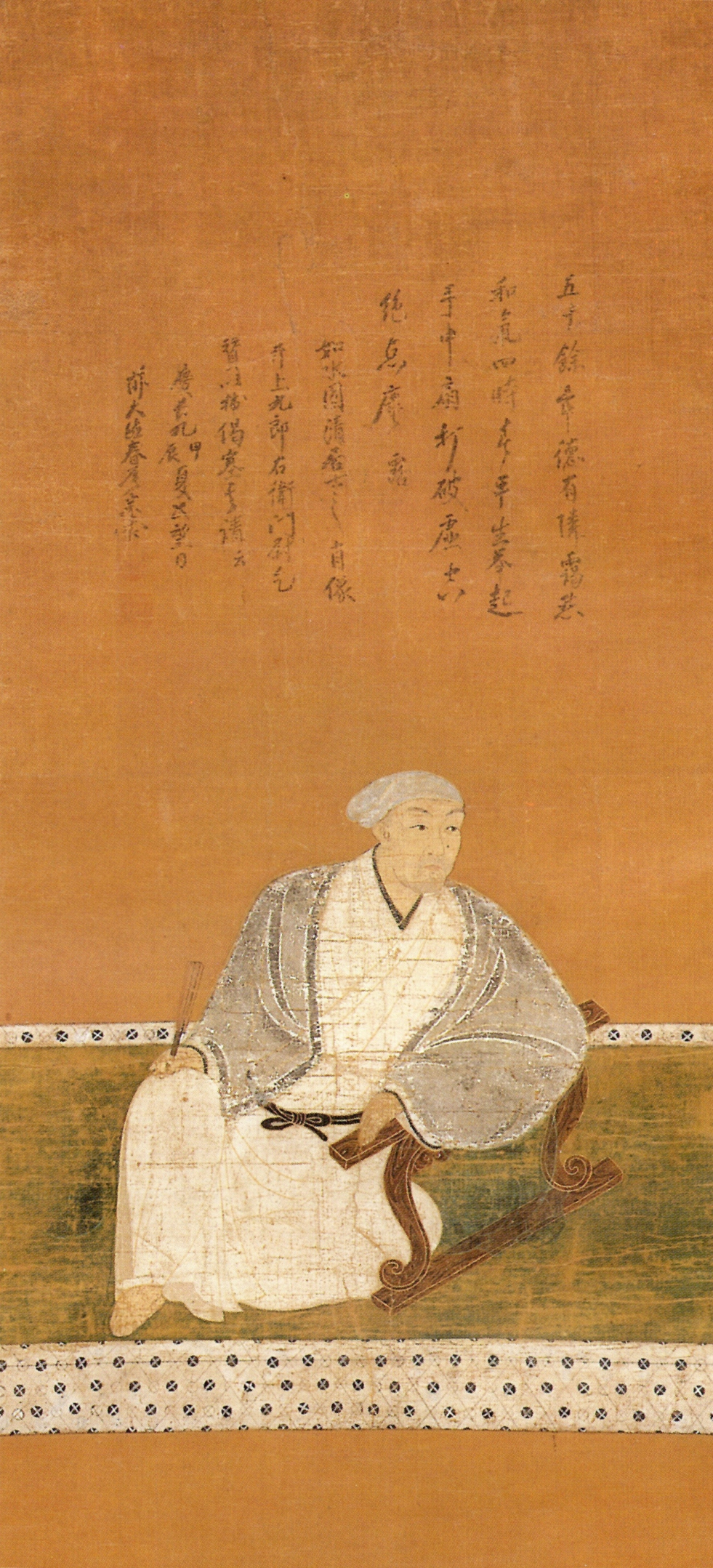
黒田孝高

この九州平定については呼称が複数見られ、豊臣政権による九州侵攻戦であることを重くみて、「九州攻め」「島津攻め」「九州征伐」と呼ばれることもあれば、織豊政権の天下統一事業のなかに位置づけて「豊臣秀吉の九州平定（戦）」と称することもある。なお、九州地方の各県・市町村の公式URLや公刊された県史・市町村史では「（秀吉の）九州平定」の用語が比較的多く用いられるのに対し、1983年（昭和58年）刊行の吉川弘文館『国史大辞典』では「九州征伐」（今井林太郎）が使用されている。
大日本帝国陸軍参謀本部が編集した「日本戦史」においては、ほとんどの戦争に「役」の語を当てており、本項も「九州役」としている。「役」は、賦役などと同様、原義としては「人民を公役に用いること」「公用の勤」を意味している。これは、戦争のために人民を徴発し、人びとが軍事的に徴用されるところから「戦」の意で「役」の呼称が生まれたものである。
開始時期について、小和田哲男は、年表などではこの戦役が天正15年（1587年）に入っているのが一般的であり、実際の秀吉の九州出馬が同年3月1日、島津義久の降伏が4月21日なので、そのこと自体は誤りではないと前置きしたうえで、「しかし、秀吉自身の出馬は、いわば最後の総仕上げといった趣があり、本当の意味での九州攻めは、その前年、すなわち1586年からはじまっていた」と述べている。そして、前年（1586年）段階における秀吉側の立役者は黒田孝高であったとしている（後述）。

## 背景

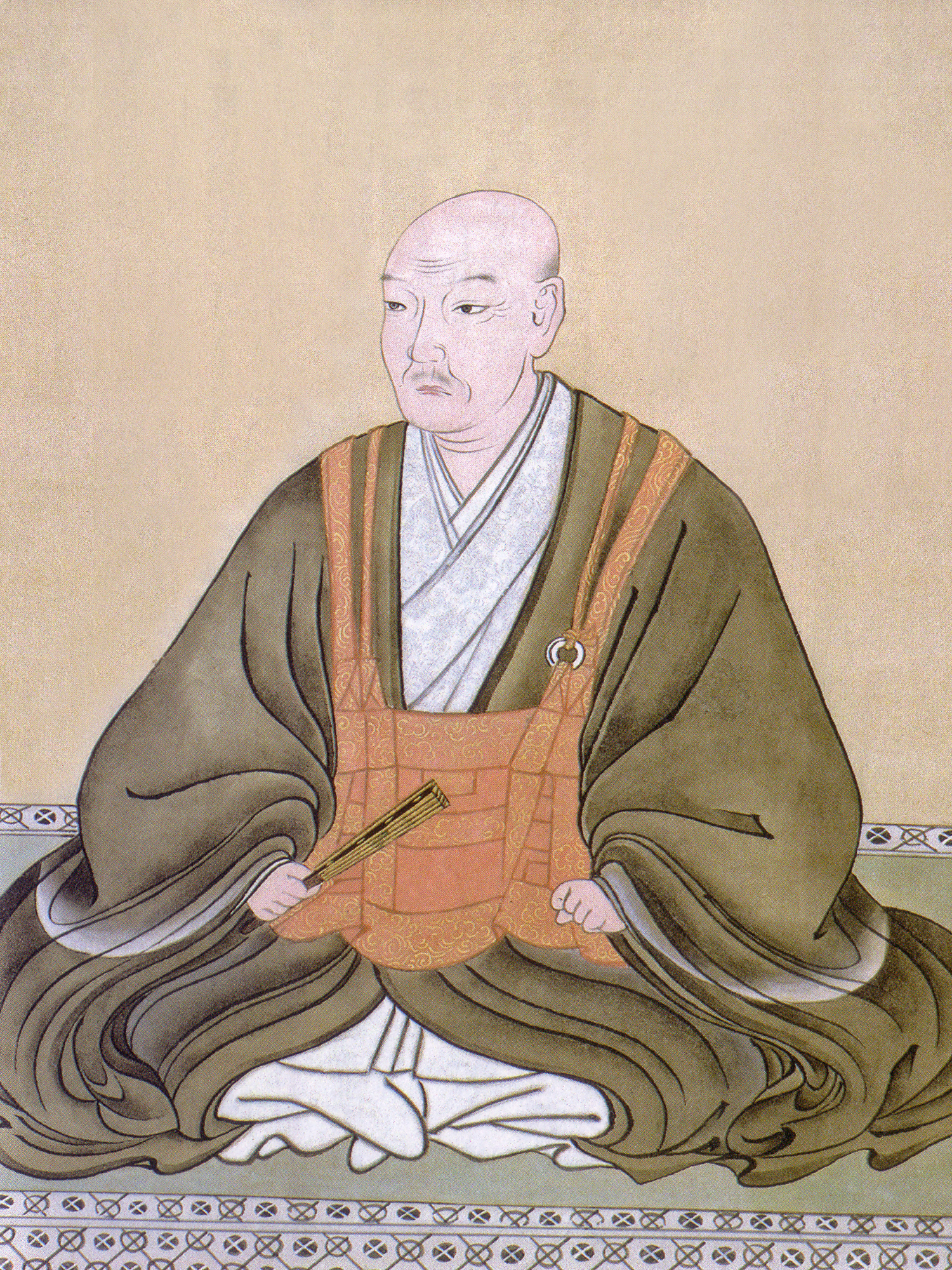
秀吉に助けを求めた
大友宗麟

戦国時代後半の九州は、盛強な戦国大名三者による三つ巴の抗争が展開されており、これを「大友・龍造寺・島津の三氏鼎立時代」などと呼称することがある。そのなかから、薩摩の島津氏が日向の伊東氏、肥後の相良氏、阿蘇氏、肥前の有馬氏、龍造寺氏などを下し、さらに大友氏の重鎮立花道雪の死により大友氏の支配がゆるんだ筑後の国人衆も傘下に収め、北九州への影響力も強めて、九州平定をほぼ目前にしていた。豊後の大友宗麟（義鎮）は、島津氏の圧迫を回避するため、当時畿内近国、北陸、山陽、山陰、四国を平定し天下統一の道を歩んでいた羽柴秀吉に助けを求めた。
これを受け、関白となった秀吉は、天正13年（1585年）10月島津氏と大友氏に対し、朝廷権威を以て停戦を命令した（九州停戦令）。しかし、大友氏は停戦令をすぐさま受け入れたのに対し、島津氏側は家中で激しい議論となった末に停戦令受諾の方針を決定するとともに家臣鎌田政近を秀吉のもとへ派遣して、島津は従前織田信長と近衛前久の調停にしたがって停戦を守ろうとしたのにもかかわらず大友氏側が攻撃を仕掛けてきたので防戦したものであると弁明させた。この論理については大友側も同じ根拠で島津側が命じられた豊薩和平を破ったと主張している。
さらに島津義久は天正14年（1586年）1月、源頼朝以来の名門島津が秀吉のごとき「成り上がり者」を関白として礼遇しない旨を表明した。3月、秀吉が島津氏の使者鎌田政近に対して占領地の過半を大友氏に返還する国分案を提示したが、島津側は「神意」としてこれを拒否、大友攻撃を再開して九州統一戦を進めたため、秀吉は大友氏の手引きによる九州攻めに踏み切った。
島津氏側としては、すでに九州の大半が島津領であるという現状を無視した秀吉の九州国分案は到底受け入れがたいものであった。天正14年4月5日、大友宗麟は大坂城に秀吉を直接たずね、島津氏からの脅威を取りのぞいてくれるよう懇願している。
秀吉と軍監（戦奉行）黒田孝高は、九州攻めにあたって、なるべく豊臣本隊を使うことなく、すでに秀吉に帰服していた毛利輝元・吉川元春・小早川隆景や、宮部継潤などの中国の大名、あるいは長宗我部元親・十河存保などの四国の大名を用いようとした。秀吉が天正14年4月10日付で毛利輝元にあてた覚書には、城郭の補強、豊前・肥前から人質をとること、西海道にいたる道路の修造、および赤間関（山口県下関市）への兵糧蔵の建造を命じている。

## 経緯

### 天正14年の戦い（豊薩合戦）
天正13年（1585年）2月、毛利輝元の庇護を受けて備後国の鞆（鞆幕府）に滞在していた征夷大将軍足利義昭は島津義久を九州の「太守」に任じて帰洛時の援助と大友攻めを命じており、義久はこれに応じている（当時は毛利と敵対していた大友を島津に牽制させるため）。島津氏は九州統一の総仕上げとして、大友氏の所領であった豊前、豊後、筑前への侵攻を開始した。島津氏の軍事行動について、日本史学者池上裕子は「島津は自力で九州のほとんどを平定し、その実績を秀吉に認めさせようと考えた」ものであるとしている。天正14年（1586年）3月、秀吉は島津氏の使者鎌田政近に対し、島津氏が占領した領地のほとんどを大友氏に返還する国分案を提示した一方、4月には毛利輝元に対し、九州攻めのための人員・城郭・兵糧などの準備を指示した。また、仙石秀久と長宗我部元親らを豊後に派遣して大友氏に加勢させ、8月には大友宗麟・義統の父子と立花宗茂に書状を送り、黒田孝高・宮木豊盛らの豊前出陣を伝えた。

#### 筑前の戦い

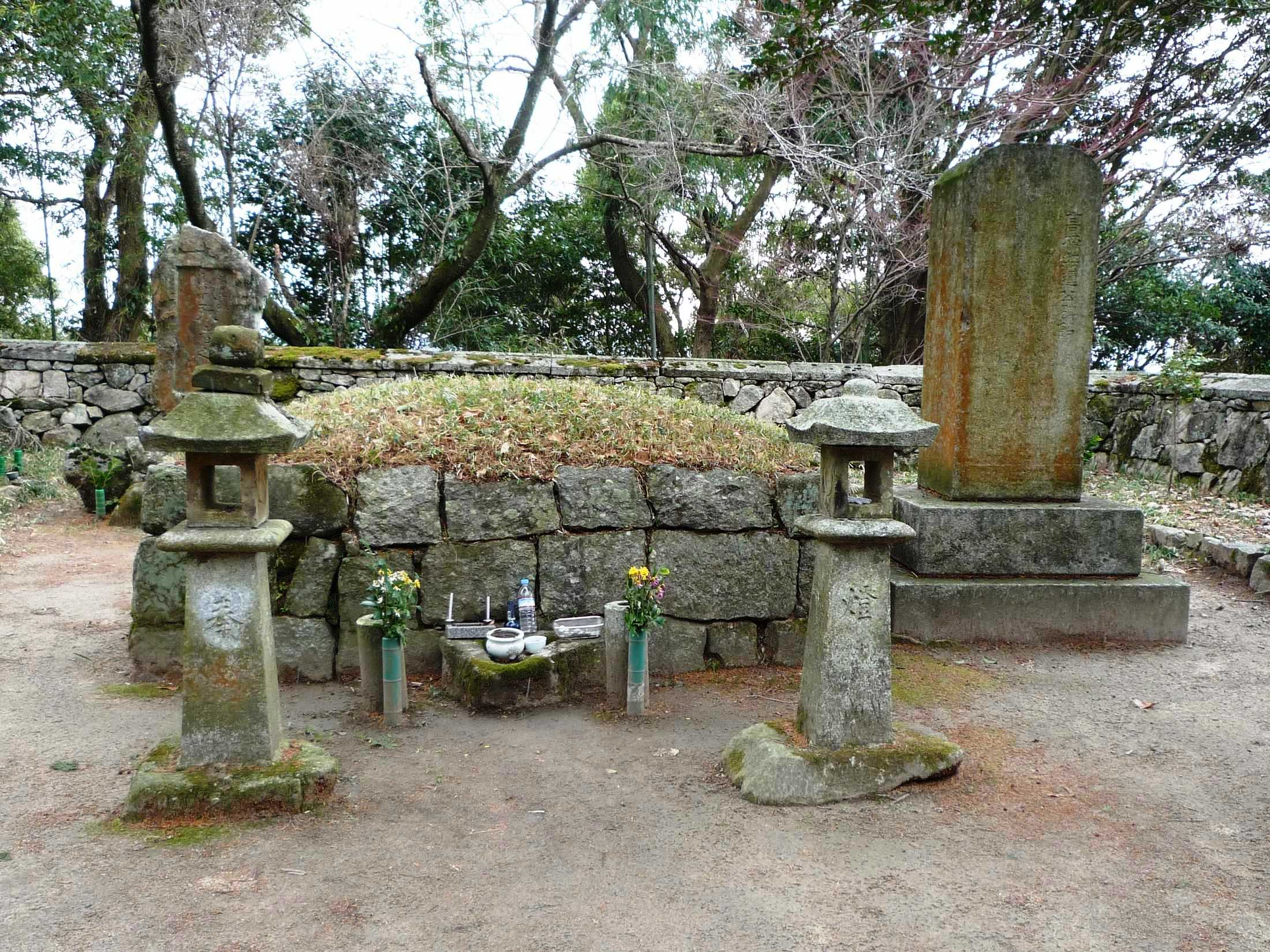
高橋紹運の墓（右）と岩屋城の戦いの戦没者慰霊碑（左奥）

秀吉の到着前に九州統一を成し遂げたい島津軍は1586年（天正14年）6月、筑前への侵攻を開始した。6月18日、島津義久みずから鹿児島を出発し、7月2日には肥後国八代に到着した。そして、島津忠長・伊集院忠棟が先陣を勤め、これに島津忠隣・新納忠元・北郷忠虎・川上忠堅らが続く形で、大友方の筑紫広門が守る肥前国勝尾城（佐賀県鳥栖市河内町）を攻めた。7月6日、筑後川をはさんだ筑後国高良山（福岡県久留米市）に本陣をおいた島津勢は、勝尾城の支城を攻略し、筑紫晴門の守る肥前鷹取城（鳥栖市山浦町中原）を陥落させて晴門を討ち取った。7月10日には勝尾城も開城したが、同じ日、秀吉は島津氏に対し、討伐の軍をさしむけることを決定した。
秀吉は九州国分令を受け入れた大友宗麟と毛利輝元とに対し、国分令の執行を命令し、その検使として先ず黒田孝高と宮城堅甫、安国寺恵瓊を任じた。ただし、秀吉は国分執行が順調に進まない場合も想定して、輝元・吉川元春・小早川隆景の毛利勢のほか讃岐国高松城主の仙石秀久、土佐国岡豊城主の長宗我部元親にも軍勢を率いての九州渡海を命じている。一方、島津軍は7月12日に本陣を筑前天拝山（福岡県筑紫野市）に移し、高橋紹運の守る筑前岩屋城（福岡県太宰府市太宰府）、紹運長男で19歳の立花宗茂の守る立花山城（福岡県糟屋郡新宮町立花）、紹運次男で13歳の高橋統増（のちの立花直次）の守る宝満山城（太宰府市北谷）を攻撃目標に定めた。
7月13日以降、3万以上の大軍で岩屋城を攻めた島津軍だったが、高橋紹運の強い抵抗によって攻めあぐねた。立花宗茂は立花山城への合流を勧めたが、父紹運はわずか700名の兵によって島津勢をひきつけ、これを持ちこたえて秀吉の援軍を待つべしと主張した。島津軍は、7月27日にようやく岩屋城を陥落させたものの、上井覚兼は負傷、死者数千名の大損害を出すという大誤算であった。大友方は、紹運が自刃、千余名にふえた城兵はすべて討死という壮絶な戦いであった。
島津勢は8月6日には宝満山城も陥落させたものの、立花山城については立花宗茂の守りが堅固でなかなか攻め落とせなかった。攻め手の将である島津忠長と伊集院忠棟は宗茂を寝返らせるよう降伏勧告をおこなったが、宗茂がこれを断り調略が奏功しないなか、毛利軍が長門国赤間関（山口県下関市）まで進軍したとの報に接した。そこで8月24日、島津勢は、立花城攻めをあきらめて包囲を解き、立花城近くの高鳥居城（福岡県糟屋郡須恵町上須恵）に星野鎮胤・星野鎮元はじめ押さえの兵を割いて撤退を開始した。こののち、宗茂は翌8月25日に高鳥居城を奪取、8月末までには毛利先遣軍とも連携して島津軍を追い、岩屋城、宝満山城を奪還した。

#### 豊前・豊後の戦い

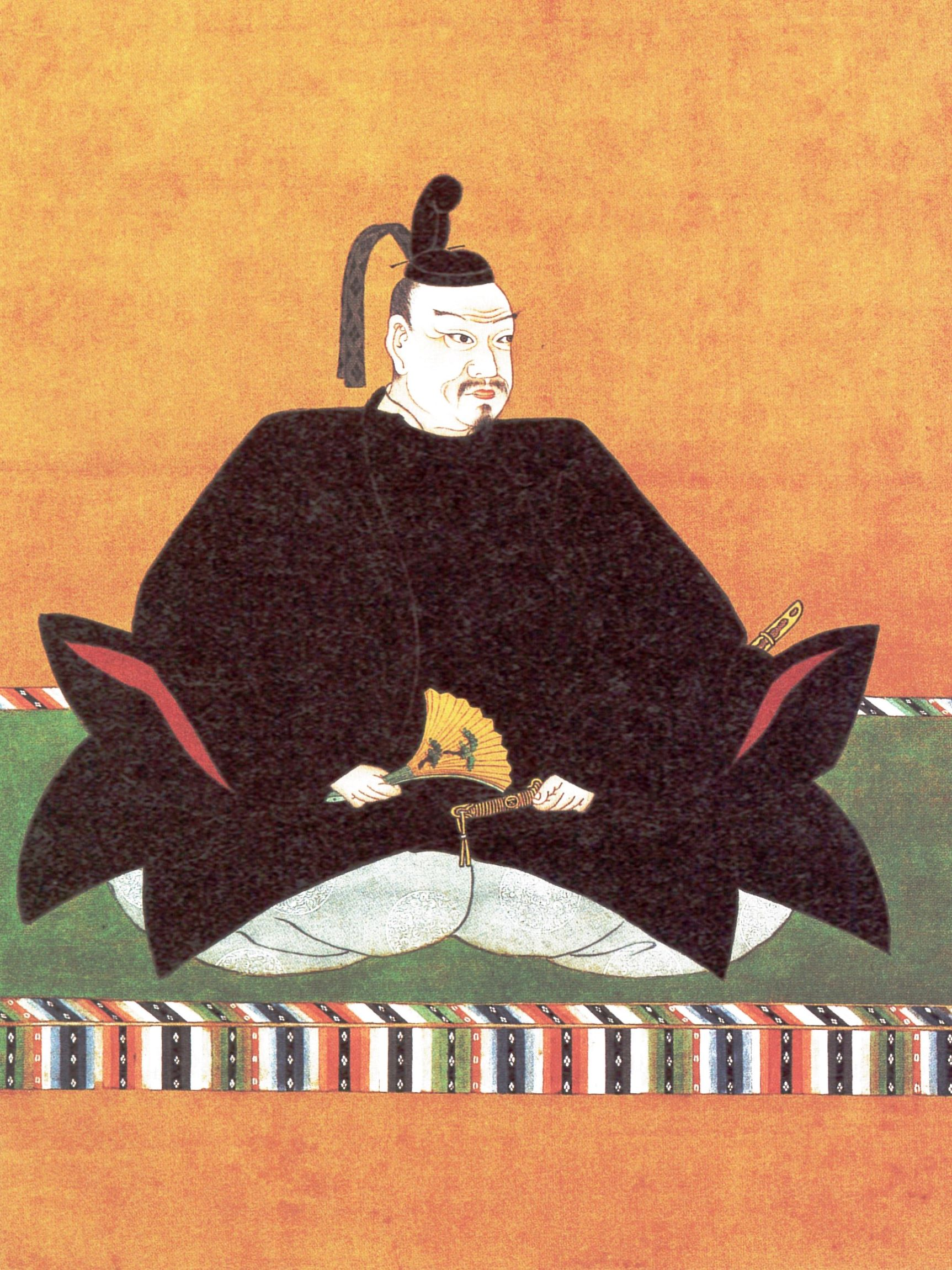
先導役を命じられた毛利輝元

天正14年4月15日に毛利輝元に対して九州への先導役を命じた秀吉は、8月6日には吉田郡山城（広島県安芸高田市）へ使いを送り、輝元に九州出陣を促した。8月16日には輝元自身が安芸国より、月末には小早川隆景が伊予国より、吉川元春が出雲国よりそれぞれ九州に向けて進発した。
8月26日、神田元忠（三浦元忠）率いる3,000の毛利先遣軍は、豊前門司城（北九州市門司区）を出て島津方の高橋元種の支城豊前小倉城（北九州市小倉北区）を攻略しようとして進軍したが、大里（北九州市門司区）周辺で高橋勢の伏兵に苦しみ、秋月種実の攻撃もあって門司城に引き返した。これは、秀吉方と島津方の最初の交戦であった。毛利軍の到着により、西方から筑前を攻略して大友方の城を一つずつ落とすことによって自領を拡大していこうとしていた島津側のもくろみは、見直しをせまられた。
9月、秀吉の命によって十河・長宗我部の両氏も豊後に出陣して大友氏と合流した。9月9日、秀吉は朝廷より豊臣姓を賜ったが、このころ、秀吉陣営は、豊前国の広津城（福岡県築上郡吉富町）・時枝城（大分県宇佐市）・宇佐城（宇佐市）、筑前国の花尾城（北九州市八幡西区）・龍ヶ岳城（福岡県宮若市）を帰服させた。10月初め、毛利輝元は軍監黒田孝高、叔父の吉川元春・小早川隆景をともなってようやく九州に上陸し、高橋元種の小倉城、賀来氏が守る豊前宇留津城（福岡県築上郡築上町宇留津）を攻撃した。小倉城攻めは当主輝元みずから指揮にあたり、元春・隆景も攻め手に加わった。隠居して元長に家督を譲った吉川元春にとっては久しぶりの合戦であった。10月4日、小倉城の城兵は元種の本城である豊前香春岳城（福岡県田川郡香春町）へと逃亡して陥落、また、豊前馬ヶ岳城（福岡県行橋市大谷字馬ヶ岳）、筑前浅川城（北九州市八幡西区浅川）・剣ヶ岳城がそれぞれ落城して毛利勢に帰服した。ここにいたり、島津義久は、東九州に進軍して大友宗麟の本国である豊後を直接攻撃し、そのことによって雌雄を決するという方針に転じた。
九州に乗り込んだ黒田孝高は、翌年に予定されている秀吉本隊の出馬に先だって敵対勢力を除去するため、豊前および筑前地方の島津方武将に対し、寝返りの調略をおこなった。ただし、このときの孝高の調略を仔細に検討した場合、武将が完全に豊臣方に寝返って旗幟を鮮明にした事例はむしろ乏しいという。これについては、秀吉軍進軍の際、味方すれば本領を安堵するが、敵対すれば攻撃するという降誘文書を前もって送付することによって各自の決断を迫ったといわれており、日本史学者の小和田哲男氏は、「これは、秀吉本隊が九州の地に足を踏みいれたとき、秀吉の威に恐れて帰服してくる形にしたからだと思われる」、「秀吉に花をもたせるための、官兵衛苦心の演出だったのではないだろうか」と推測している。

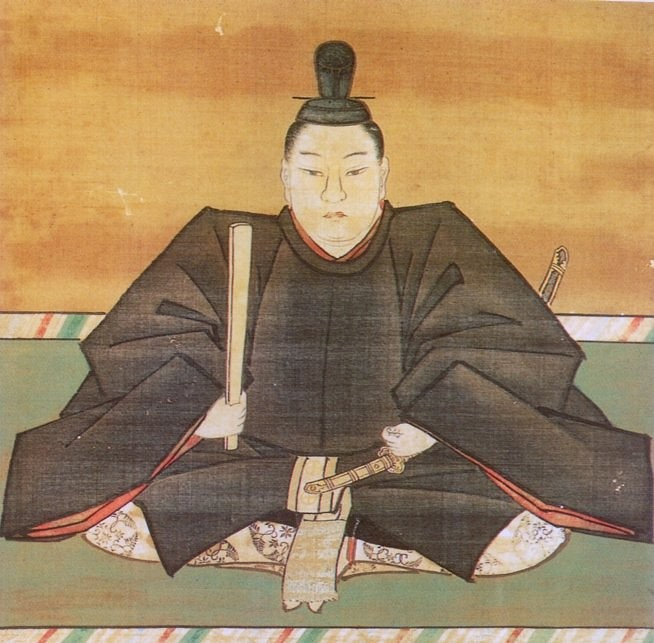
肥後から豊後へ侵攻した
島津義弘

10月22日、島津義久は、すぐ下の弟の島津義弘を大将とする兵三万余の大軍で肥後国の阿蘇から九州山地を越えて豊後に侵攻させた。義弘軍は24日には豊後津賀牟礼城（大分県竹田市入田）を落とし、その城主だった入田宗和に案内させて岡城（竹田市竹田）を攻めた。小松尾城（竹田市神原）、一万田城（大分県豊後大野市朝地町池田）などは島津氏にしたがったが、岡城の城主志賀親次の激しい抵抗に苦戦し、高森城合戦で志賀親次に破られていた稲葉隊を大手門付近に抑えとして配置し、本隊は一時撤退を余儀なくされてしまった。
義久は一方では弟島津家久に兵一万余をつけて、日向表から北上して豊後に侵攻する計画を立てた。家久軍は10月、豊後松尾城（豊後大野市大野町宮迫）、豊後小牧城（豊後大野市緒方町野尻）を落とし、10月23日、大友氏の有力家臣である豊後の栂牟礼城（大分県佐伯市弥生）の佐伯惟定に使者を送ったが、惟定は多数の支城を築いたほか、佐伯湾の海上警備もおこなうなど徹底して防備につとめ、11月4日には栂牟礼城を出て堅田（佐伯市堅田）で交戦、島津勢の侵攻を阻止した。
吉川元春は島津方の宮山城を攻略したのち、小早川隆景とともに高橋元種の支城豊前松山城（福岡県京都郡苅田町）を攻め、11月7日に賀来専慶の守る宇留津城、15日にはさらに元種の支城障子岳城（福岡県京都郡みやこ町）を攻撃した。元春はこの陣のなかで病没したが、吉川勢は元種の本城香春岳城（香春町）を20日間にわたって猛攻を加え、12月上旬、元種を降伏させた。これにより、豊前はそのほとんどが秀吉方に屈し、豊後での戦線がのこされた。12月1日、秀吉は諸国に対し、翌年3月を期してみずから島津征討にあたることを伝え、畿内および北陸道・東山道・東海道・山陰道・山陽道などの約37か国に対し、計20万の兵を大坂に集めるよう命令を発した。また、小西隆佐・建部寿徳・吉田清右衛門尉・宮木長次の4名に軍勢30万人の1年分の兵糧米と軍馬2万疋の飼料の調達を命じ、秀吉家臣石田三成・大谷吉継・長束正家の3名を兵糧奉行に任じて、その出納や輸送にあたらせた。また、小西隆佐には、諸国の船舶を徴発して兵糧10万石分の赤間関への輸送も命じた。
豊後鶴賀城（大分市上戸次）は、宗麟の重臣利光宗魚の居城であり、宗麟の2つの居城、すなわち府内の上原館（大分市上野丘西）と丹生島城（大分県臼杵市臼杵）を繋ぐ要衝であった。11月、家久は宗魚の嫡子利光統久の守る鶴賀城を攻めたが、当時、宗魚は肥前に向けて出陣しており手勢は700ほどにすぎなかったため、統久は講和して父と連絡をとった。報せを受けた宗魚は兵を引き返し、11月25日、鶴賀城に戻って家久本陣に夜襲をかけた。12月6日、島津家久は鶴賀城攻撃を開始し、その日のうちに三の曲輪、二の曲輪を攻め、本曲輪1つをのこすのみとなった。利光の軍はよく守り、府内を守る宗麟嫡男大友義統に対し、後詰の兵として援軍を差し向けるよう要請した。しかし、家久は鶴賀城を府内攻めの拠点にすべく昼夜を分かたず攻めつづけ、途中宗魚は流れ矢にあたって戦死した。

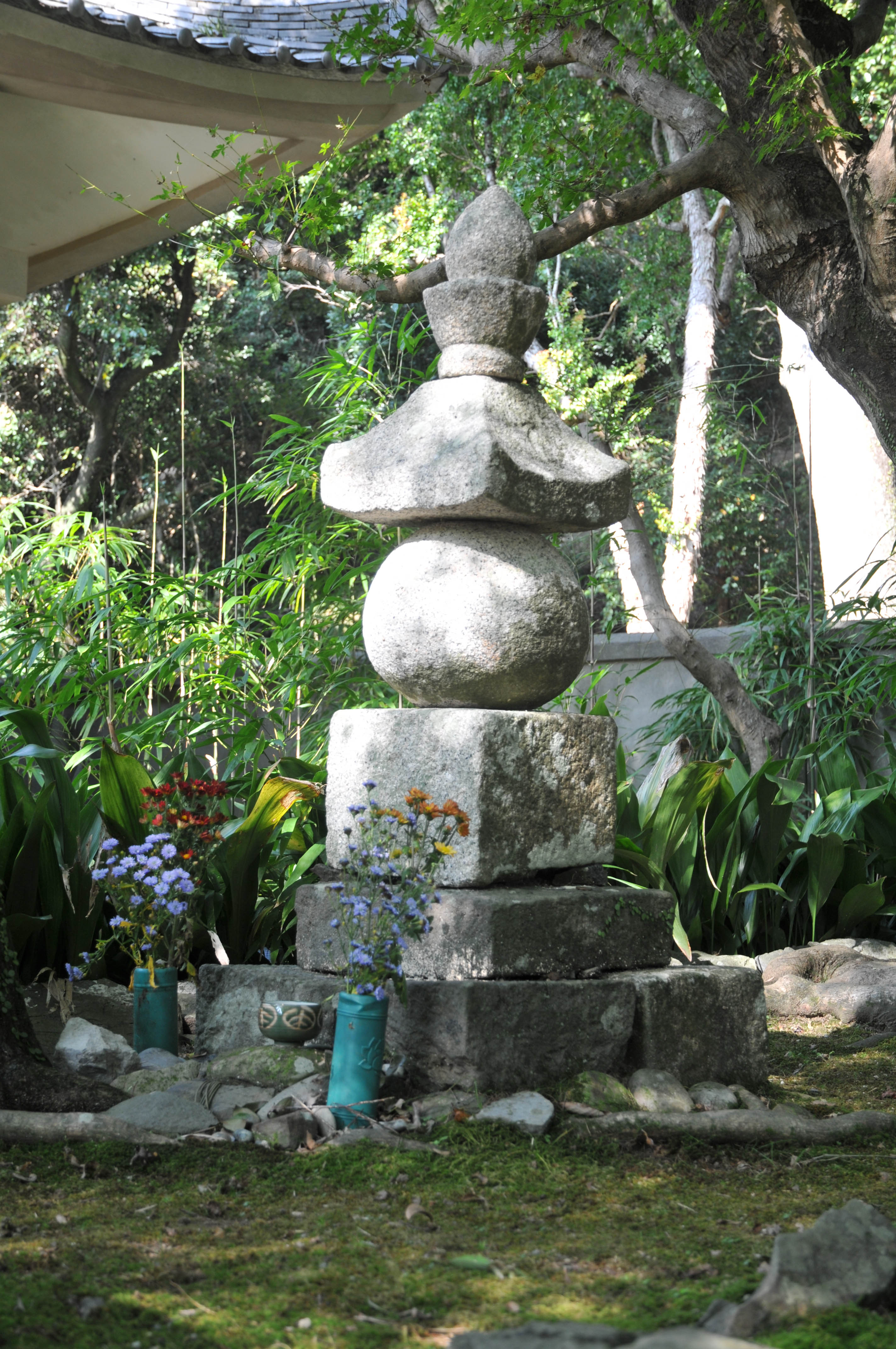
雪蹊寺の長宗我部軍戸次川戦没者供養塔（高知県高知市）

このとき、府内城には、土佐の長宗我部元親・信親父子、讃岐の十河存保、そして軍監の立場で讃岐高松城主・仙石秀久らの四国勢およそ六千が詰めていた。四国勢は、持久戦により島津軍を食い止めておくよう指示されていたが、利光宗魚の死によって、府内が家久・義弘双方から挟撃される危険が出てきたため、家久軍を戸次川で食い止める必要にせまられ、12月11日急遽出陣することとなった。
翌12月12日、戸次川の戦いがはじまった。家久は鶴賀城の囲みを解いて撤退し、坂原山に本陣をおいたが、その軍勢は1万8,000にふくれあがっていた。ここで軍監仙石秀久は、長宗我部元親の制止も聞かず、また十河存保も秀久に同調したため、戸次川の強行渡河作戦が採用された。島津勢は身を伏せて川を渡り切るのをみはからって急襲、虚を衝かれた秀久が敗走、兵の少なくなったところを家久軍主力が寄せた。この戦いで豊臣方は四国勢6,000のうち2,000を失い、元親の嫡子である長宗我部信親、十河存保などの有力武将を失う敗北を喫した。
12月13日、勢いづいた島津軍は大友義統が放棄した府内城を陥落させて、隠居した大友宗麟の守る丹生島城（臼杵城）を包囲した。丹生島城は、宗麟がポルトガルより輸入し「国崩し」と名付けた仏郎機砲（石火矢）の射撃もあり、島津軍に勝利した。その後北上する島津軍は杵築城（大分県杵築市）を攻めたが木付鎮直の激しい抵抗を受け敗北、豊後南部では大友家臣佐伯惟定がいったん島津方に奪われた諸城を奪回して後方を遮断した。また、志賀親次が島津義弘軍を数度にわたって破る戦いを展開した。
肥後の阿蘇から豊後に攻め込んでいた島津義弘の軍勢は12月14日、豊後山野城（竹田市久住）に移動して、そこで冬を越した。家久は豊後の府内城で、当主島津義久は日向国塩見城（宮崎県日向市塩見）で、それぞれ越年した。

### 天正15年の戦い（秀吉・秀長の九州出兵）
宗麟は秀吉に出馬を何度も促した。天正14年（1586年）12月1日、秀吉は小西隆佐など4人の奉行に30万人分の兵粮米・馬2万匹分の飼料を1年分調達することを命じ、各地より尼崎へ輸送させた。天正15年（1587年）元旦、秀吉は年賀祝儀の席で、九州侵攻の部署を諸大名に伝え、軍令を下した。以後、正月25日の宇喜多秀家を嚆矢として、2月10日には弟秀長が、3月1日には自らも出陣した。秀吉の出陣に際しては、勅使・公家衆・織田信雄などが見送った。秀吉の出陣当時の戦奉行黒田孝高あて朱印状には「やせ城どもの事は風に木の葉の散るごとくなすべく候」と記されている。肥後方面軍を秀吉自身が、日向方面軍を豊臣秀長が率い、合わせて20万を数える圧倒的な物量と人員で進軍した。なお、豊臣軍の陣立は、以下の通りである。
- 肥後表陣立（（天正15年）三月二十五日付秀吉朱印状より）[18]

一番隊　毛利吉成、高橋元種、城井朝房
二番隊　前野長康、赤松広英、明石則実、別所重宗
三番隊　中川秀政、福島正則、高山長房
四番隊　細川忠興、岡本良勝
五番隊　丹羽長重、生駒親正
六番隊　池田輝政、林為忠、稲葉貞通
七番隊　長谷川秀一、青山忠元、木村重茲、太田一吉
八番隊　堀秀政、村上義明
九番隊　蒲生氏郷
十番隊　前田利家
十一番隊　豊臣秀勝
（総大将　豊臣秀吉）
- 日向表陣立（（天正15年）三月二十一日付秀吉朱印状より）[18]

一番隊　黒田孝高、蜂須賀家政
二番隊　小早川隆景、吉川元長
三番隊　毛利輝元
四番隊　宇喜多秀家、宮部継潤因幡衆（亀井茲矩、木下重堅、垣屋光成、南条元続）
五番隊　小早川秀秋
（番外　筒井定次、溝口秀勝、森忠政、大友義統、脇坂安治、加藤嘉明、九鬼嘉隆、長宗我部元親）
（総大将　豊臣秀長）
秀吉の家臣である石田三成、大谷吉継、長束正家が兵糧奉行を務め、兵糧の確保や輸送にあたった。また、上方からの輸送に際しては摂津尼崎港（兵庫県尼崎市）が主に用いられた。
秀吉と秀長の九州同時侵攻を察知した島津軍は北部九州を半ば放棄したため、豊臣軍は瞬く間に島津氏方に属していた城の多くを陥落させた。島津氏は、薩摩・大隅・日向の守りを固める方針に変更した。
唯一戦いが起きなかった肥前国（今の佐賀県・長崎県）でも、九州平定軍（豊臣軍）を援護する形で鍋島直茂率いる軍が数百人出動し、戦いは九州全域に影響与えた。

#### 日向の戦い

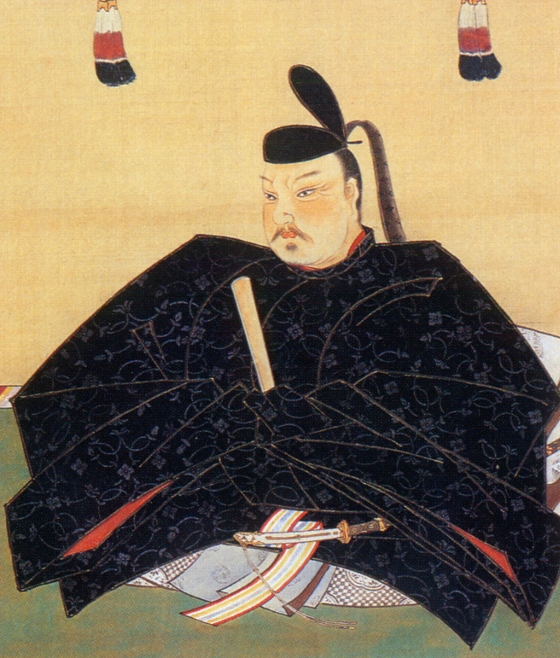
豊後・日向へ進軍した豊臣秀長

秀長は3月上旬には小倉に達した。このころ、島津家久が豊後松尾城（大分県豊後大野市三重町松尾）にうつり、府内城には島津義弘が入っていたが、豊臣方はすぐに豊後を攻めるのではなく、高野山の僧木食応其を使者として府内城に送って秀吉との講和を勧めた。しかし、義弘はこれを拒否した後、家久と共に豊後から撤退。豊臣方はこれを追い、3月18日に島津軍は豊後・日向国境で大友家臣・佐伯惟定の追撃を受けた（梓越の戦い）。19日、義弘は高城（宮崎県児湯郡木城町高城）にうつり、3月20日には家久とともに日向の都於郡城（宮崎県西都市都於郡）に退いて、義久も含めて兄弟3人はこの城で軍議をおこなった。
一方秀吉はかねてより日を定めていた3月1日に大坂城を進発し、山陽道を悠然と下って3月25日に赤間関に到着した。赤間関では秀長と九州攻めに関する協議をおこなった。このとき、上述のとおり、秀長が東九州の豊後・日向をへて薩摩に進軍すること、秀吉が西九州の筑前・肥後をへて薩摩に向かうことが約された。
秀長軍は先着していた毛利輝元や宇喜多秀家、宮部継潤ら山陽山陰の軍勢と合流し、豊後より日向へ入って縣（宮崎県延岡市）を経て3月29日には日向松尾城（延岡市松山）を落とし、さらに4月6日には耳川を渡って山田有信の守る高城（木城町）を包囲した。秀長は城を十重、二十重に囲んで兵糧攻めにし、都於郡城から後詰の援軍が出てくることを予想して根白坂（児湯郡木城町根白坂）に城塞を築いた。
高城が孤立する形勢となったことに対し、4月17日、島津義久・義弘・家久が2万の大軍を率いて救援に向かった。砦の守将 宮部継潤らを中心にした1万の軍勢が、空堀や板塀などを用いて砦を堅であったが、逆に包囲される形勢となった。このとき、藤堂高虎、黒田孝高、小早川隆景が後詰として加勢し、後世「根白坂の戦い」と称される激しい戦闘となった。その結果、島津方は根白坂を突破できなかったのみならず、島津忠隣が戦死するなどの大敗を喫した。義久・義弘は都於郡城に退却し、家久も佐土原城（宮崎市佐土原町）に兵を引いた。さらに、豊臣秀次が都於郡城を攻略し、三ツ山（宮崎県小林市）・野尻（小林市）の境界にある岩牟礼城（小林市）まで侵攻した。義弘は飯野城（宮崎県えびの市飯野）に籠った。
後に、宮部継潤が日向国高城にて島津家久軍を撃退し大軍を防いだことから、秀吉は「法印（継潤）事は今にはじめぬ巧者ものなり」（『川角太閤記』）と働きを讃えた。
この戦いは、豊後国にて防備を固めよという秀吉の命令を順守せず、独断で会戦戸次川の戦いに望んだ上で敗北した仙石秀久の失態を挽回、秀吉による九州平定を盤石なものにし、窮地に陥っている大友義鎮を救った戦いであった。

#### 豊前の戦い

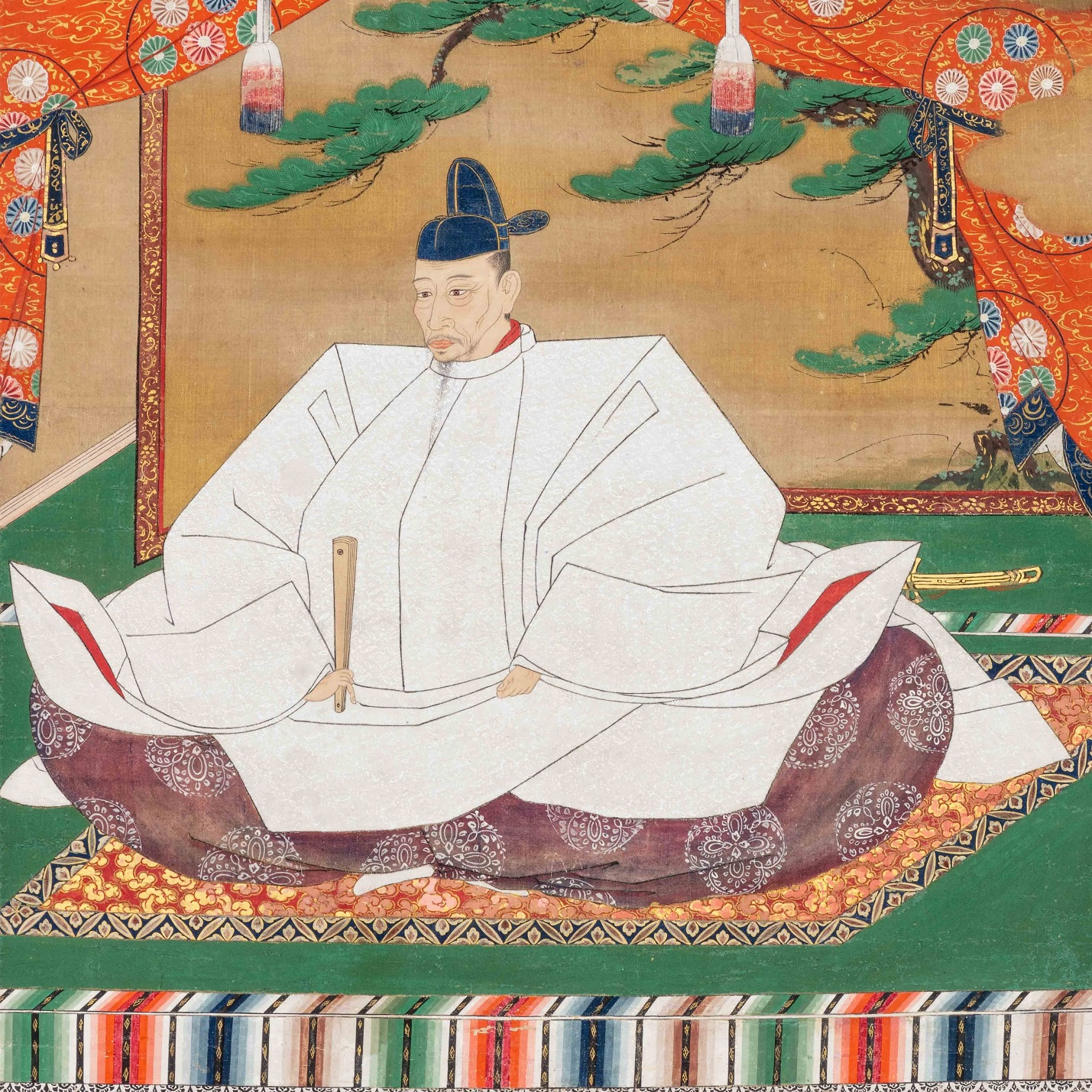
筑前・肥後を経由して薩摩に進軍した豊臣秀吉

秀吉は、赤間関での秀長との軍議のあと、そこから船で九州に渡って筑前へと向かった。3月28日、小倉城に到着し、翌29日には豊前馬ヶ岳（行橋市大谷）まで進軍し、島津方の秋月種実が本拠とする筑前古処山城（福岡県朝倉市秋月）・豊前岩石城（福岡県田川郡添田町枡田）を攻めることとなった。
3月29日の軍議では、秀吉は岩石城堅固とみて、豊臣秀勝・蒲生氏郷・前田利長らを押さえとして留め、細川忠興・中川秀政・堀秀政を古処山城攻めにあてようとした。しかし、氏郷・利長は岩石城攻めを主張し、みずから攻城担当をかって出たので、秀吉は豊臣秀勝を大将に先鋒の蒲生氏郷・前田利長隊に命じて岩石城を攻撃させた。戦いは4月1日にはじまり、蒲生軍が大手口から、前田軍が搦手口から岩石城を力攻めし、一日で攻略した。城兵3,000のうち約400が討死するという激しい戦闘であった。
秋月種実は、この戦闘のようすを筑前益富城（福岡県嘉麻市大隈）から窺っていたが、敗色濃厚とみて益富城を破却して放棄、兵を集中させるため本拠の古処山城に撤退した。秀吉は、古処山城攻めに5万の軍勢を送り込み、夜中に農民に松明を持たせて周囲を威嚇、さらに、翌日には秋月方が破却したはずの益富城の城壁を奉書紙を用いて1日で改修したように見せかけて、秋月方の戦意を喪失させることに成功した。4月3日、秋月種実は剃髪し、子の秋月種長とともに降伏した。このとき種実は、茶器「楢柴肩衝」と「国俊の刀」および娘竜子（後、城井朝房正室）を秀吉に差し出した。
岩石城が1日で陥落し、秋月種実が3日にして降伏したことは、抜群の宣伝効果をともなって戦況に決定的な影響をあたえることとなった。これ以降、それまで秀吉に敵対の構えを示していた島津方の在地勢力は戦わずして続々と秀吉に臣従した。事前の黒田孝高の地ならしが功を奏したとはいえ、想像を超えた秀吉の大軍にほとんどの武将は強烈な印象を受け、戦意を喪失してしまったものと考えられる。
4月10日、秀吉は筑後高良山、16日には肥後隈本（熊本県熊本市）、19日には肥後八代（熊本県八代市）に到着した。この時、肥前の龍造寺氏は家臣の鍋島直茂が秀吉と早くから内通していたこともあって豊臣軍に帰参した。また島原方面では、有馬晴信が島津方から寝返り秀吉方となった。
秀吉の大軍の到来に対し、高田（八代市高田）に在陣していた島津忠辰はこれを放棄して薩摩国の出水（鹿児島県出水市）にまで撤退した。

#### 薩摩の戦い
秀吉は4月25日に肥後佐敷（熊本県葦北郡芦北町）、26日に肥後水俣（熊本県水俣市）と進み、4月27日には島津方の予想を上回る速さで秀吉が薩摩国内に進軍すると、出水城（出水市）の城主島津忠辰、宮之城（鹿児島県薩摩郡さつま町）の城主島津忠長らが降伏した。先鋒の小西行長、脇坂安治、九鬼嘉隆、加藤嘉明は海路から24日出水に、25日には川内（鹿児島県薩摩川内市）に入っていた。秀吉は、薩摩の浄土真宗勢力を利用するために本願寺（当時は摂津国天満に本拠を移転）の顕如をともなっていた。これにより獅子島（鹿児島県出水郡長島町）の一向門徒の協力を得て、島津方の意表を突く迅速さで出水・川内の地に達したのである。4月28日、小西・脇坂・九鬼勢は平佐城（薩摩川内市平佐町）に攻撃を仕掛けたが、ここで城主桂忠詮の反撃にあった（平佐城の戦い）。このとき、平佐城の井穴口を守る原田帯刀が寄手大将小出大隅守の弟九鬼八郎を弓で射とめ、また、城内の女たちや子どもたちも懸命にはたらくなど善戦して、双方、相当数の犠牲者を出した。これが島津方の最後の抵抗となった。

### 講和の成立

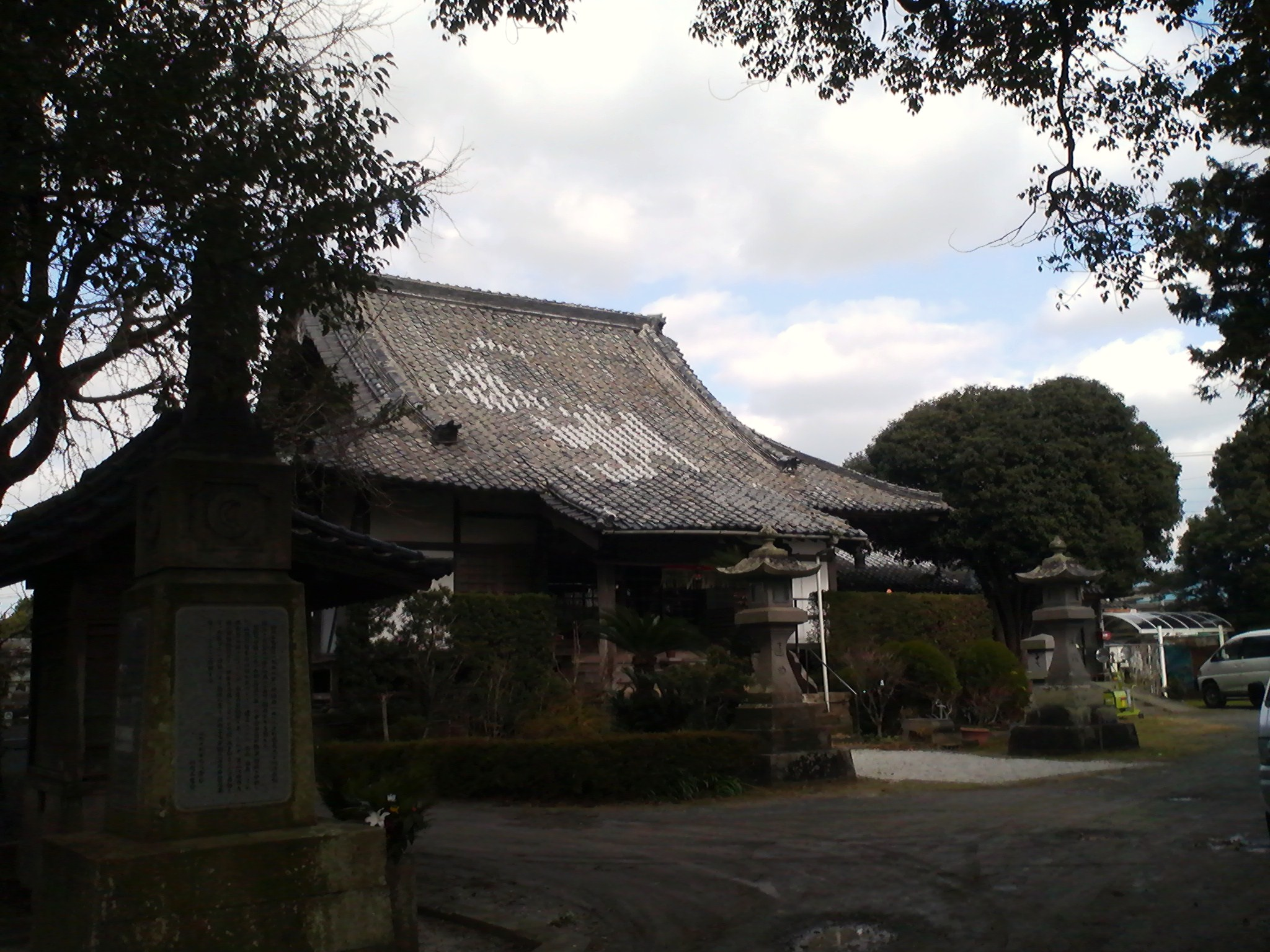
島津義久が秀吉に拝謁した泰平寺（鹿児島県薩摩川内市）

天正14年（1586年）末より水面下で足利義昭や木食応其が豊臣秀長の意向をうけて和平工作をすすめており、義久も天正15年4月12日には義昭の使者に会って講和受諾の意思はそのなかで表明していた。天正15年4月17日からの日向高城の戦い、およびそれにつづく根白坂の戦いの敗北によって島津氏の組織的抵抗は最後となった。4月21日、ついに島津義久は伊集院忠棟と平田増宗を人質として秀長に和睦を申し入れた。26日には高城を差し出すこととなり、最後まで抵抗していた山田有信も開城に同意して、4月29日、有信は高城を出た。
一方4月28日夕刻、平佐城で抵抗していた桂忠詮のもとに当主義久からの書状が届いた。秀吉勢が川内川の対岸にもどった後のことであった。書状は、義久はすでに降伏しており、これ以上島津家臣団が戦うことは島津氏の戦後の処遇で不利益をこうむる怖れがあるため降伏するように、という内容であった。山田有信が高城を出たのと同日の4月29日、忠詮は義久の命にしたがって脇坂安治の陣に小姓の海老原市十郎、大田兵部左衛門両名を人質として出頭させ、降伏の意思を伝えた。
秀吉は、桂忠詮降伏の報せをうけた翌日の5月1日には出水より阿久根（鹿児島県阿久根市）へ移動し、3日には平佐城の川向かいにあたる川内の泰平寺（薩摩川内市大小路町）に本陣を置いた。忠詮は泰平寺で秀吉に拝謁してその武勇を賞され、名刀宝寿を下賜された。
島津家の当主義久はいったん鹿児島にもどり、5月6日には同地を出発して途中伊集院（鹿児島県日置市）の雪窓院で剃髪して名を「龍伯」と改めて出家し、天正15年5月8日、泰平寺に滞留していた秀吉のもとを訪れて降伏した。秀吉は、義久の降伏の意思をすでに聞いており、義久もまた墨染の衣によって俗界を離れる姿勢を示したため、「一命を捨てて走り入ってきたので赦免する」として赦免の措置をとった。
秀吉はその後もしばらく泰平寺に滞在し、5月18日には同寺をはなれて筑前に向かった。

## 戦後処理

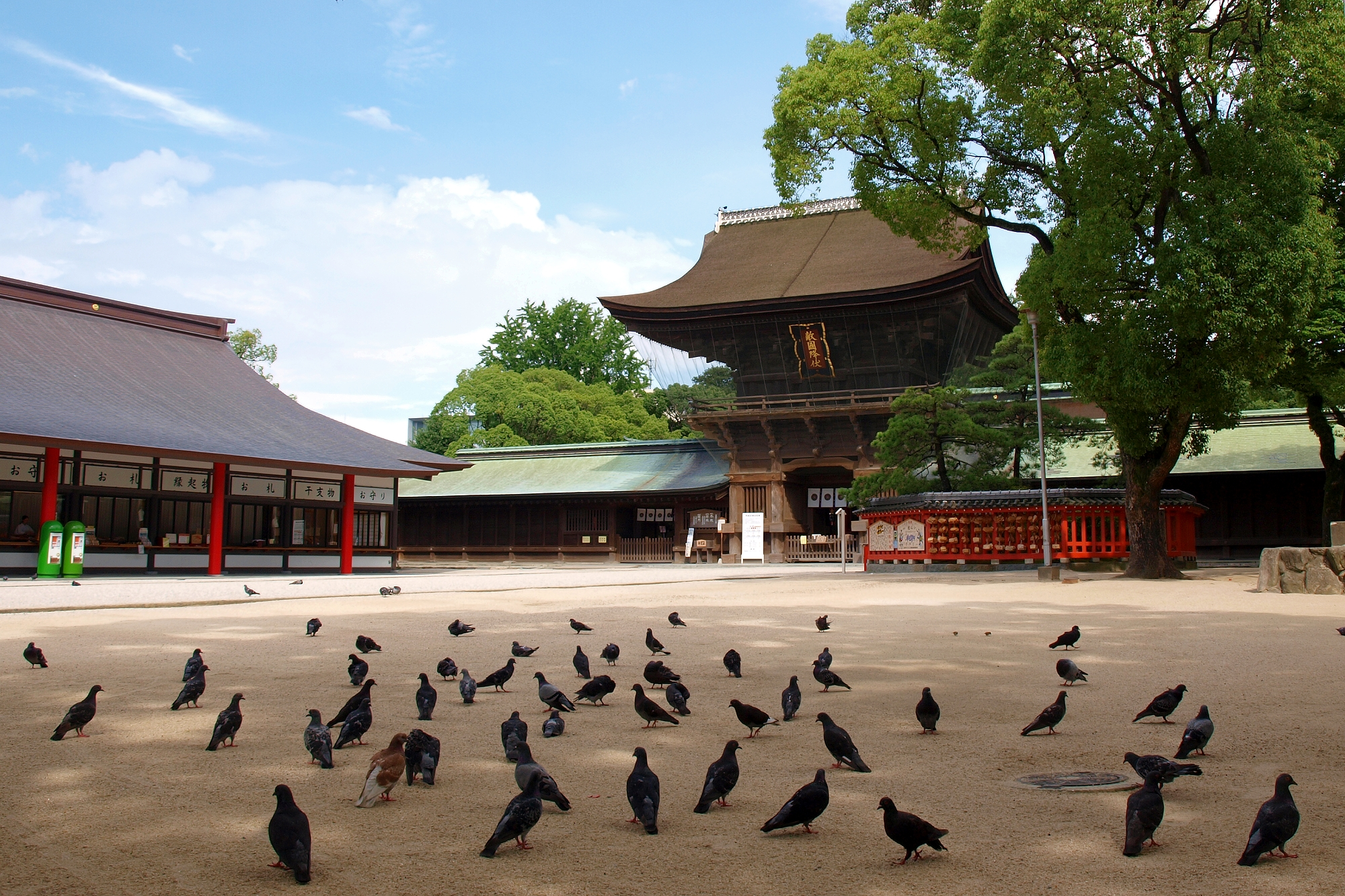
秀吉が九州国分を発表した筥崎八幡宮（福岡市東区）

義久が降った後も、飯野城に籠った島津義弘、婿養子忠隣を失った島津歳久らの抵抗が続いた。5月22日、義弘は義久の説得により子息島津久保を人質として差し出すことを条件に降伏した。
川内の泰平寺から北に向かった秀吉本隊は6月7日、筑前筥崎（福岡市東区箱崎）に到着、筥崎八幡宮で九州国分令を発した。
5月13日　秀吉は羽柴秀長へ全11ヶ条の「条々」を下す。大隅・日向両国の「人質」解放を命令したこと、長宗我部信親の戦死を悼み大隅国を長宗我部元親へ下す予定、島津義久降伏の様子、黒田孝高を添えて毛利輝元、小早川隆景、吉川元長を薩摩国に移陣させること、志賀親次の忠節に報い大友宗麟の判断で日向国内に城を与えること、大友義統と談議し豊後国内の不要な城の破却命令、日向国における大友宗麟の知行取分は大友宗麟の覚悟次第とすること、宇喜多秀家、宮部継潤、蜂須賀家政、尾藤知宣、黒田孝高に日向国、大隅国、豊後国の城普請および城わりを命令、豊前国の不要な城の破却と豊後・豊前国間に一城構築すべきこと、越権行為は成敗することを通達。「大友家文書録」
島津氏に関しての沙汰は、筥崎での九州仕置発表に先立つ5月中にすでになされていた。島津氏は、最終的に、九州において新たに獲得した地域の大部分を没収されたが、石田三成と伊集院忠棟による戦後処理の結果、薩摩一国が安堵された。義久（龍伯）に薩摩一国。家久は佐土原城を明け渡し、秀長とともに上方へのぼろうという矢先の6月5日に急死した。病死とも毒殺ともいわれているが、家久の嫡子島津豊久には日向の都於郡（西都市）と佐土原が安堵された。

秀吉は秀長に、大友宗麟に日向一国を与えて伊東祐兵をその与力とし、大隅のほぼ一国（伊集院忠棟領一郡を除く）を戸次川の戦いで嫡男信親を失った長宗我部元親に与える計画を伝えた。
これは、秀吉が秀長に充てた天正15年5月13日付の書状に残されているが、宗麟と元親はともに固辞したため実行にうつされなかった。なお、宗麟はこの年の5月23日、隠居の地とした豊後津久見（大分県津久見市）において死去している。その結果、新恩として島津義弘に大隅国（秀吉蔵入地・伊集院忠棟領一郡を除く）が与えられた。義弘の子島津久保には日向諸県郡のうち真幸院があたえられた。その後島津氏が奏者石田三成を介して巻き返しを図り、最終的には義弘に真幸院を含めた諸県郡1400町が安堵された。

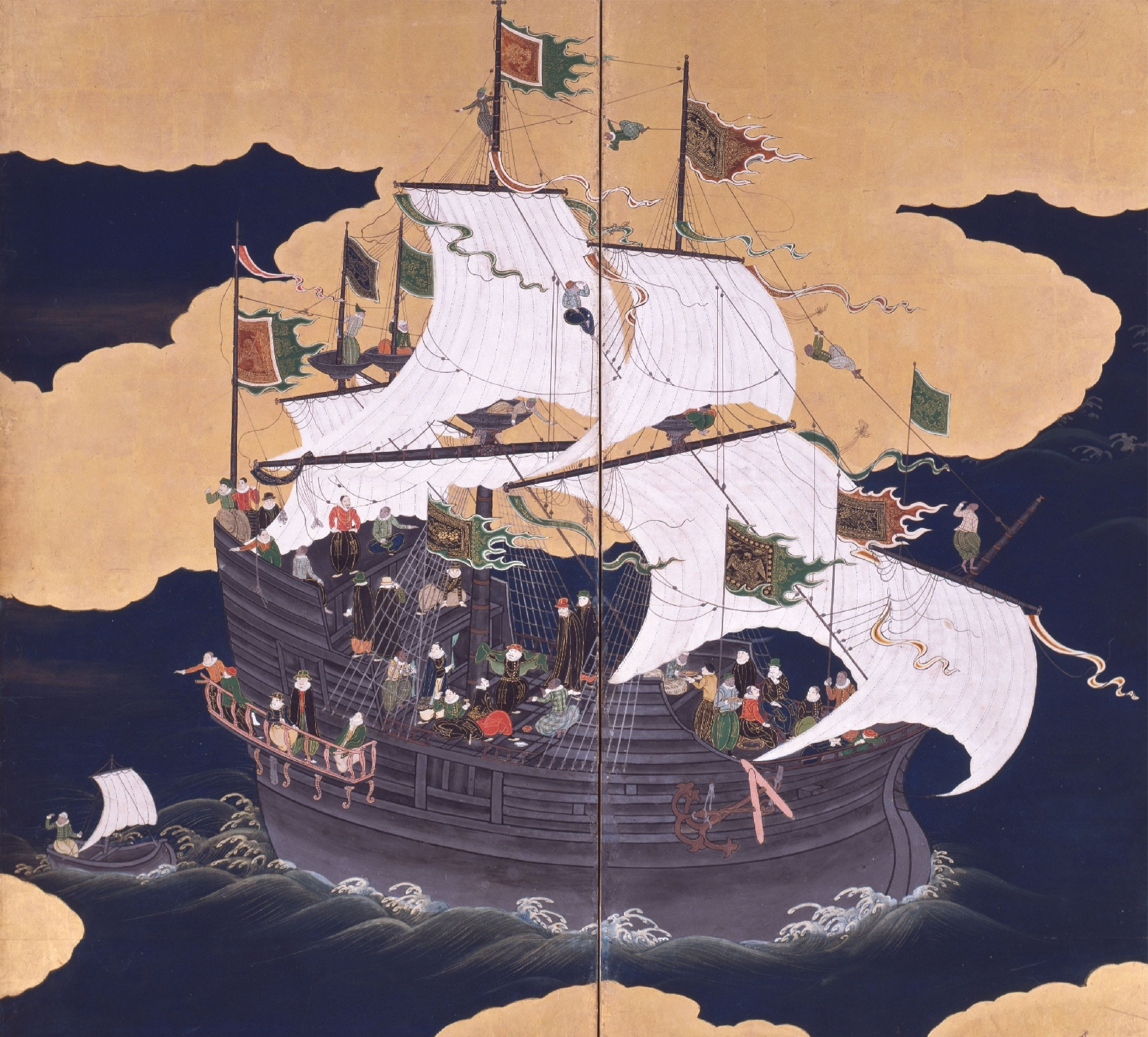
『南蛮屏風』（狩野内膳筆）にみえるポルトガル船

宗麟の子大友義統には豊後一国と豊前の内で宇佐半郡が安堵された。日向国の縣（延岡）と宮崎には高橋元種が移された。肥後国は大半が佐々成政に与えられ、肥後国人衆がその家臣団として旧領を安堵された。肥後人吉（人吉市）は相良氏家臣深水長智の交渉により相良頼房に安堵された。
そして、小早川隆景には筑前・筑後・肥前1郡の約37万石、黒田孝高には豊前国のうち6（5.5）郡（京都・仲津・築城・上毛・下毛・宇佐半郡）の約12万5,000石、森吉成には豊前企救郡・田川郡の約6万石、大友義統の家臣であった立花宗茂を大名に取り立てて筑後柳川城（福岡県柳川市）に13万2,000石、毛利勝信には豊前小倉（福岡県北九州市）約6万石をそれぞれあたえた。
小早川隆景は、みずからにあたえられた領地のうち筑後3郡を小早川秀包に割いた。龍造寺政家、純忠の子大村喜前、松浦鎮信は、それぞれ肥前国内の所領が、宗氏には対馬国が安堵された。さらに、大規模な蔵入地も設定されたが、これには九州地方を「唐入り」の前進基地とする意図がこめられていた。
その他、島津氏と結んでいた筑前の秋月種実が日向の櫛間（串間市）と財部（高鍋町）に移封され。さらに九州平定軍の先導役を務め上げた伊東祐兵には、かつて城主を務めていた日向の飫肥（宮崎県日南市）と、曾井（宮崎市曾井）・清武（宮崎市清武町）が与えられたが、飫肥城に入っていた島津家の上原尚近は城の明け渡しを拒んだ（尚近は、約一年後の翌年6月に義久に説得され、ようやく退去している）。
上方への帰途、秀吉は廃墟と化した博多（福岡市博多区）の復興に着手して、その直轄化をすすめ、また、肥前の長崎・浦上・茂木がイエズス会領になっていることを知らされ、6月19日、筥崎でバテレン追放令を出し、翌20日には秀吉に謁見するため長崎から来ていたガスパール・コエリョにそれを通知してキリスト教制禁をおこなった 。また、大村氏との対立関係から長崎港を襲撃したり、南蛮船から通行料徴収を強要していた深堀純賢を海賊停止令違反として所領没収にするという処分が下された。

## 影響
豊臣秀吉は西国平定を果たし、朝鮮や琉球に対し服属を求めた接触を始めることとなった。また、目標を東国平定に定め、関東の北条氏、奥州の伊達氏へと矛先を移した。
佐々成政は肥後の領国化を急ぐあまり、領地を与えられたその翌月に検地を推し進める。そのために国人衆の反発を招き肥後国人一揆をもたらした。結果、成政は失策を咎められ切腹、国人らもほとんどが処刑された。その後は肥後の北半分を加藤清正、人吉を除く南半分を小西行長が領することとなった。また、同じ時期に黒田孝高も豊前の領国化を急いだことで豊前国人一揆をもたらしたが、孝高の迅速な対応によってすぐに鎮圧されたことで、国人らのほとんどが処刑されたものの、孝高の責任は問われなかった。
日向高千穂（宮崎県西臼杵郡高千穂町）の領主である三田井氏には秀吉から領地を安堵するとも没収するとも沙汰がなく、そのため高橋元種は三田井氏を従わせようと欲して進軍、これを攻め滅ぼした。
島津氏では所領を失ったことによる財政問題が生じ、伊集院久治、上井覚兼ら給地を失った家臣らへの補填がかなわず、京都市中の商人や過船からの借銀、蔵入地の入質および売買によってこれを克服しようと試みている。また、この財政の窮乏は公儀からも難詰されている。この財政難の克服のため検地が行われるが、これらの施策に対する不満がのちの梅北一揆へと繋がったものと考えられる。

## 略年表
月日は旧暦を示す。
| 年                  | 月日       | できごと                                                                                                 |
| ------------------- | ---------- | --- |
| 天正13年 （1585年） | 7月        | 秀吉、関白任官。「藤原」に改姓。                                                                         |
|                     | 10月2日    | 秀吉、島津義久ら九州の諸大名に停戦命令を発する。                                                         |
| 天正14年 （1586年） | 1月        | 義久、頼朝以来の名門島津が秀吉のごとき「成り上がり者」を関白として礼遇しない旨を表明。                   |
|                     | 3月        | 秀吉、島津氏の使者鎌田政近に対して占領地の過半を大友氏に返還する国分案を提示。                           |
|                     | 4月5日     | 秀吉、大坂城で大友義鎮（宗麟）の謁見を受ける。                                                           |
|                     | 4月10日    | 秀吉、毛利輝元に対し、九州出陣のための人員・城郭・兵糧などの準備を指示。                                 |
|                     | 6月        | 島津軍、筑前・筑後に侵攻。秀吉、諸大名に「逆徒」島津の「征伐」を命令（九州攻撃令）                       |
|                     | 7月6日     | 肥前勝尾城の戦い（佐賀県鳥栖市）                                                                         |
|                     | 7月27日    | 筑前岩屋城の戦い（福岡県太宰府市）                                                                       |
|                     | 8月        | 秀吉、毛利輝元に出陣を命令。                                                                             |
|                     | 8月24日    | 筑前立花山城の戦い（福岡県糟屋郡新宮町）                                                                 |
|                     | 8月25日    | 筑前高鳥居城の戦い（福岡県糟屋郡須恵町）                                                                 |
|                     | 8月26日    | 毛利先鋒隊が豊前で島津方と交戦開始。                                                                     |
|                     | 9月9日     | 朝廷、秀吉に「豊臣」を賜姓。                                                                             |
|                     | 10月       | 毛利輝元が軍監黒田孝高、一族の小早川隆景・吉川元春をともない九州上陸。豊前小倉城（福岡県北九州市）陥落。 |
|                     | 11月4日    | 豊後栂牟礼城の戦い（大分県佐伯市）                                                                       |
|                     | 12月初旬   | 豊前香春岳城の戦い（福岡県田川郡香春町）                                                                 |
|                     | 12月12日   | 豊後戸次川の戦い（大分市）                                                                               |
|                     | 12月13日   | 豊後丹生島城の戦い（大分県臼杵市）                                                                       |
| 天正15年 （1587年） | 1月1日     | 秀吉、石田三成・大谷吉継・長束正家に兵25万人、兵糧30万人分、馬飼料2万頭分の準備を命令。                  |
|                     | 1月25日    | 秀吉、宇喜多秀家を自身の先陣として出発させる。                                                           |
|                     | 3月1日     | 秀吉、2万5,000余の大軍を率いて大坂城を出発。                                                             |
|                     | 3月28日    | 秀吉、九州に上陸。小倉入城。                                                                             |
|                     | 3月15日    | 豊後府内城の戦い（大分県大分市）                                                                         |
|                     | 3月18日    | 豊後梓越の戦い（大分県佐伯市）                                                                           |
|                     | 4月1日     | 豊前岩石城の戦い（福岡県田川郡添田町）                                                                   |
|                     | 4月3日     | 秋月種実、秀吉に降伏。                                                                                   |
|                     | 4月17-20日 | 日向根白坂の戦い（宮崎県児湯郡木城町）                                                                   |
|                     | 4月18日    | 大村純忠、肥前大村の坂口館（長崎県大村市）で死去。                                                       |
|                     | 4月21日    | 根白坂の敗戦を受けて島津義久が豊臣秀長に謝罪。                                                           |
|                     | 4月27日    | 秀吉、海路より出水に入る。                                                                               |
|                     | 4月28日    | 薩摩平佐城の戦い（鹿児島県薩摩川内市）                                                                   |
|                     | 5月3日     | 秀吉、川内の泰平寺に入る。                                                                               |
|                     | 5月6日     | 島津義久、剃髪し「龍伯」と号する。                                                                       |
|                     | 5月8日     | 島津義久が泰平寺に赴き、正式に降伏して和平が成立。秀吉、義久を赦免する。                                 |
|                     | 5月23日    | 豊後津久見で大友義鎮（宗麟）死去。                                                                       |
|                     | 5月25日    | 秀吉が大隅を島津義弘に、日向の一部を島津久保にあたえる。                                                 |
|                     | 5月30日    | 秀吉、佐々成政に肥後の大部分をあたえる。                                                                 |
|                     | 6月5日     | 島津家久の急死。                                                                                         |
|                     | 6月7日     | 秀吉、筑前筥崎（福岡市東区）にて戦後の論功行賞を加味して九州国分を決定。                                 |
|                     | 6月19日    | 秀吉、筥崎にてバテレン追放令を発布する。                                                                 |